# Marianna Brighenti
Marianna Brighenti (Massa Finalese, 8 ottobre 1808 – Modena, 31 gennaio 1883) è stata una cantante lirica italiana.

## Biografia
Marianna Brighenti nacque a Massa Finalese l'8 ottobre 1808, sorella cadetta di Anna e figlia di Maria Galvani e dell'avvocato Pietro.
Il padre, di cui si suppongono le alterne fortune a seguito della caduta del Regno d'Italia che gli impedì di intraprendere la carriera politica, aveva compiuto studi letterari. Era anche un cantante dilettante ed il tipografo-editore che pubblicò a Bologna, per i tipi della Stamperia delle Muse, le effimere riviste d'informazione culturale L'Abbreviatore (1820) e Il caffè di Petronio (1825-26) nonché alcune opere di Pietro Giordani, Vincenzo Monti, Giacomo Leopardi, Giovanni Marchetti e Paolo Costa. Forse spinto dalle difficoltà finanziarie, fu anche informatore della polizia austriaca.
Fu proprio lui a insegnare i rudimenti del canto alle figlie e a spingerle verso la carriera di cantanti liriche. Confesserà poi in una lettera all'amico Leopardi di trarne sostentamento al seguito del fallimento dell'impresa editoriale.

### L'amicizia con Leopardi

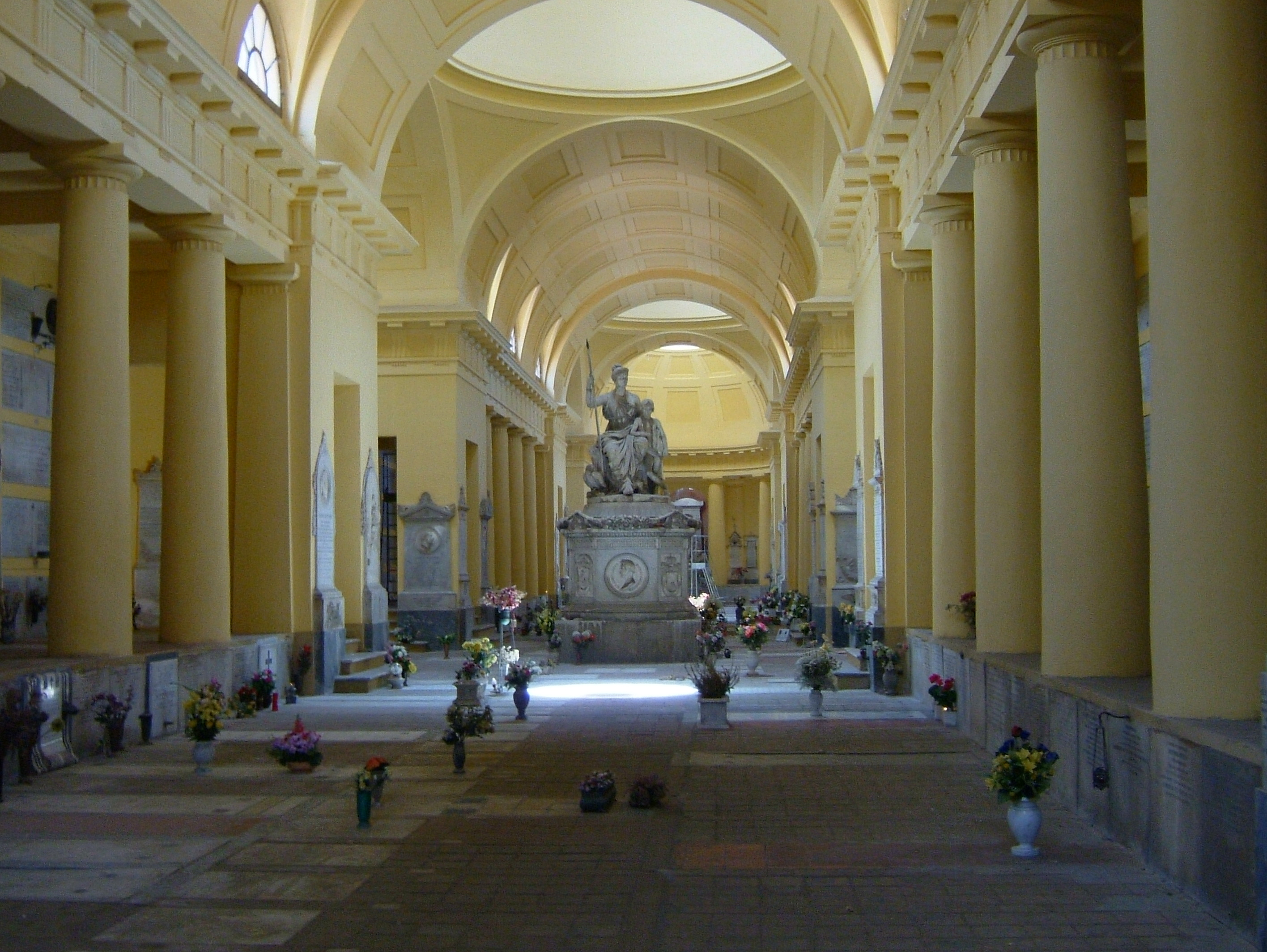
La Certosa di Bologna, visitata da Brighenti e Leopardi

Amica di Giacomo Leopardi come già il padre, durante il soggiorno del poeta a Bologna tra il luglio 1825 e il maggio 1830 soleva accompagnarlo alla Certosa di Bologna.
La cantante tenne anche un epistolario insieme ad Anna con la sorella di lui, Paolina Leopardi, corrispondenza documentata e ristampata negli anni Duemiladieci e che durò dal 1829 al 1869, data della morte di Paolina.

### La carriera
Dotata di talento musicale, di «squisito sentire» secondo Alessandro Gandini e di «perfetta intelligenza dell'arte» secondo Giovanni Bustico, Marianna Brighenti esordì come soprano nel 1829 in un teatro privato a Bologna e conobbe un successo internazionale interpretando le opere di Rossini, Donizetti, Pacini, Vaccaj e Spontini.
Particolarmente riuscite le sue interpretazioni dell'agosto 1831 ne Il pirata di Vincenzo Bellini al Teatro dell'Aquila di Fermo, o ancora del 1833 in Anna Bolena di Gaetano Donizetti e ne La straniera di Bellini al nuovo Teatro Petrarca di Arezzo.

### Il riconoscimento
Fu nominata socia dell'Accademia Filarmonica di Bologna nel 1831, e in seguito fu accademica a Bergamo e a Madrid.

### Gli anni dopo il successo
Ritornando dalla Spagna con la salute compromessa, la Brighenti dovette ritirarsi dalle scene e salvo rare apparizioni (l'ultima nel dicembre 1839) visse appartata nella sua villa a Campiglio fino alla nomina del padre a giudice supplementare, che la portò a trasferirsi a Forlì con la famiglia. Fu quindi istitutrice in casa Pepoli a Bologna per qualche tempo. Alla morte dei genitori, Marianna ed Anna fondarono una scuola femminile di italiano e canto a Modena, impresa che si rivelò di scarso successo.
Ormai in miseria, Marianna Brighenti si spense a Modena il 31 gennaio 1883, due mesi dopo la sorella.